# Lokala Nyheter Halland
Lokala Nyheter Halland (tidigare Hallandsnytt och SVT Nyheter Halland) är Sveriges Televisions regionala nyhetsprogram för Hallands län.

## Historia
Hallands län ingick tidigare i SVT:s "västra distrikt" med bas i Göteborg. Området bevakades därför av Västnytts redaktion.
Den 25 februari utökades antalet upplagor av SVT:s regionala huvudsändning på kvällen och en särskild upplaga kallad Hallandsnytt började sända en gång varje vardagskväll. Övriga regionala sändningar var fortfarande Västnytt.
Efter en större omorganisering av SVT:s lokala nyhetsverksamhet blev Hallands län en egen nyhetsregion inom SVT med namnet SVT Nyheter Halland. Det nya programmet började sända den 13 april 2015.

## Redaktionschefer
- Lotta Edin, 2015[3][4]–2016
- Malin Syrstad, 2016[5][6]–